# Obviously 5 Believers
Obviously 5 Believers è una canzone di Bob Dylan contenuta nel suo doppio album del 1966 Blonde on Blonde. Come molte altre canzoni di Dylan del periodo 1965-1966 (From a Buick 6, Outlaw Blues, ecc.), la composizione è basata s'un arrangiamento rock blues con un testo surreale e pieno di immagini evocative.

## Il brano
Il brano attinge liberamente dalla tradizione della musica blues statunitense: il ricorrente riff rimanda a quello della canzone Me and My Chauffer Blues di Memphis Minnie, a I Want to Be Your Driver di Chuck Berry e allo standard Good Morning Little Schoolgirl. In aggiunta, il ritornello è simile a quello di Trouble No More di Muddy Waters. Il primo verso del brano, Early in the morning... è una suggestiva citazione della celebre I Got a Woman di Ray Charles. L'ultima strofa ripete il verso «feel so all alone» presente anche nel brano di apertura di Blonde On Blonde Rainy Day Women #12 & 35.
Obviously 5 Believers non venne eseguita in concerto durante il tour del 1966, e non fu suonata dal vivo fino al 1995 quando divenne presenza fissa in scaletta durante le esibizioni di Dylan per circa diciotto mesi.
A eccezione del breve e inspiegabile riferimento in una strofa del testo a "quindici giocolieri" e ai "cinque credenti" del titolo, il brano è essenzialmente un'ardente canzone d'amore piena di desiderio per una misteriosa donna invocata dal narratore. A proposito della bizzarra abitudine di Dylan di intitolare le sue composizioni del periodo 1965-66 con titoli che poco avevano a che fare con il contenuto delle stesse, Al Kooper ricorda che mentre era in corso il missaggio finale del disco, il produttore Bob Johnston chiedeva a Dylan come volesse chiamare le diverse canzoni e Bob diceva i titoli della canzoni una per volta, in quel preciso momento, senza pensarci troppo. Le associazioni di idee e il nonsense giocarono un ruolo fondamentale, secondo Kooper, nella scelta dei titoli dei brani di Blonde on Blonde.